# Moringuidae
Moringuidae é uma família de peixes actinopterígeos pertencentes à ordem Anguilliformes, subordem Anguilloidei.